# Sidens
Els sidens (en llatí Sideni, en grec antic Σιδεινοί, Σειδινοί, Σιδην) eren un poble germànic que habitava al nord d'Europa, a la costa del Bàltic entre la desembocadura del Suebus i la del Viadus. A la mateixa zona hi vivien els sibinis (sibini, Σιβινοί) que són probablement el mateix poble.